# Lehmisaari (ö i Birkaland, Tammerfors, lat 61,33, long 24,73)
Lehmisaari är en ö i Finland. Den ligger i sjön Kukkia och i kommunen Pälkäne i den ekonomiska regionen Tammerfors och landskapet Birkaland, i den södra delen av landet, 130 km norr om huvudstaden Helsingfors. Öns area är 6,2 hektar och dess största längd är 410 meter i sydöst-nordvästlig riktning.